# Гиљермо Стабиле
Гиљермо Стабиле (шп. Guillermo Stábile; 17. јануар 1905 — 26. децембар 1966) био је аргентински фудбалер и тренер.

## Биографија
Са осам постигнутих голова у четири меча, Стабиле је постао најбољи стрелац првог Светског првенства у фудбалу, одржаног 1930. године у Уругвају. Није играо у првом мечу за Аргентину против Француске. Постигао је гол у финалу против Уругваја, али је Аргентина поражена резултатом 4:2.
На почетку фудбалске каријере играо је за аргентински клуб Уракан (1924−1930), а затим је отишао у Италију, где је играо за Ђенову (1934−1935) и Наполи (1935−1936). Играчку каријеру је завршио у Француској, у клубу Ред Стар из Париза.
Посветио се тренерском послу, Стабиле је тренирао фудбалску репрезентацију Аргентине од 1939. до 1960. године. Под његовим вођством, национални тим Аргентине је одиграо 127 утакмица, чиме је Стабиле постао један од ретких селектора под чијим вођством је тим одиграо више од 100 утакмица.

## Трофеји

### Клуб
Уракан
- Примера Дивисион (2): 1925, 1928.
- Копа Ибаргурен (1): 1925.

### Тренер
Аргентина
- Копа Америка (6): 1941, 1945, 1946, 1947, 1955, 1957.
- Панамеричко првенство (1): 1960.

Расинг Клуб
- Примера Дивисион (3): 1949, 1950, 1951.

### Индивидуални
- Најбољи стрелац Светског првенства (1): 1930
- Први тим Светског првенства (1): 1930